# Steve Johnson (koszykarz)
Clarence Stephen "Steve" Johnson (ur. 3 listopada 1957 w Akron) – amerykański koszykarz, występujący na pozycjach silnego skrzydłowego lub środkowego.
W sezonie 1981/82 ustanowił rekord NBA, osiągając najwyższą skuteczność rzutów z gry (61,34%), jako debiutant.

## Osiągnięcia
NCAA
- Zawodnik Roku Konferencji Pac-10 (1981)[2]
- Wybrany do:
  - I składu
    - All-American  (1981)[3]
    - konferencji Pac-10 (1979, 1981)

  - II składu konferencji Pac-10 (1980)
- 2-krotny lider NCAA w skuteczności rzutów z gry (1980, 1981)[4]
- Rekordzista wszech czasów NCAA w skuteczności rzutów z gry uzyskanych w trakcie pojedynczego sezonu (1981)[4]
- Uczelnia zastrzegła należący do niego numer 33[5]
- Zaliczony do:
  - Oregon State University Sports Hall of Fame (1993)[2]
  - State of Oregon Sports Hall of Fame (1995)[2]

NBA
- Powołany do udziału w meczu gwiazd NBA (1988). Nie wystąpił z powodu kontuzji[6].
- Lider NBA w:
  - skuteczności rzutów z gry (1986)[7]
  - liczbie:
    - fauli (1982, 1987)[8]
    - dyskwalifikacji (1982, 1986, 1987)[9]